# Gyroplan
Et Gyroplan (eller en autogyro) er et luftfartøj, der ved flyvningen bæres oppe af en rotor, der frit roterer om en næsten vertikal akse. Rotoren er ikke motordrevet, men roterer på grund af fartvinden.
Et gyroplan er en blanding af 1) helikopter og 2) fastvinget flyvemaskine, idet:
- bæreplanet ikke er vinger, men en rotor, (1)
- fartvinden skaber opdriften (2) og
- under flyvning trækker motoren kun en propel til fremdrift. (2)

Spanieren Juan de la Cierva udviklede autogyroen i begyndelsen af 1920erne med en funktionsdygtig prototype C.4 i luften 17. januar 1923. I løbet af de følgende år blev princippet forbedret flere gange indtil model C.19, hvor rotoren kunne startes med motoren, hvorefter forbindelsen hertil udkobledes, så motoren kun drev den fremadrettede propel. Dette muliggjorde at maskinen kunne lette fra meget korte baner. 
Ved tidlige forsøg oplevede Cierva at motorudfald ikke førte til styrt; maskinen 'dalede' blot ned på jorden, som hang den i en faldskærm. Dette fænomen udnyttes den dag i dag ved helikoptere, der ved motorstop kan udføre en såkaldt autorotation og lande nogenlunde sikkert fra lave flyvehøjder. Da et gyroplan kan flyve meget langsomt, kan det nøjes med en meget kort landingsbane: Jo mere hastigheden (airspeed) nærmer sig nul, jo mindre bliver opdriften fra rotoren, og når airspeed er nul, daler gyroplanet lodret. Ved motorstop i større flyvehøjde vil selve landingen blive noget voldsom, men de ombordværende vil sandsynligvis overleve.[kilde mangler]
I Danmark anskaffede Hærens Flyvertropper 2 autogyroer (Cierva C30 Autogyro IM) i 1936, men blev tvunget til at skille sig af med dem i 1940 af de tyske besættelsesstyrker under 2. verdenskrig. Den ene forulykkede, men den anden blev solgt til en svensker, der fløj den hjem til Sverige. Da tyskerne bestemte at flyvningen skulle eskorteres af fly fra Luftwaffe, benyttede den svenske pilot sin maskines muligheder for at flyve meget langsomt, hvorved eskorteflyene med deres højere flyvehastighed måtte kredse om flyet hele vejen. De måtte endda lande for at tanke undervejs [kilde mangler].
Autogyroer af typen Focke-Achgelis Fa 330 uden motor brugtes som svæveplaner af nogle af de tyske undervandsbåde under 2. Verdenskrig. Under overfladesejlads kunne undervandsbåden trække den til vejrs som observationsfly. Det fortælles at man i flere tilfælde glemte alt om gyroplanet, når man skulle dykke hurtigt [kilde mangler]. I sandhed en uriaspost.
Autogyroen er i dag mest set som en lille 1- eller 2-personers hobbyflyvemaskine på grund af den simple teknik og muligheden for at operere fra korte baner.